# Dietrich Westhoff
Dietrich Westhoff (Dortmund, 1509 – 1551) è stato uno storico tedesco.
Inizialmente fabbro, continuò a studiare da autodidatta. Nel 1543 assunse la carica di impiegato. Dal 1548 scrisse una cronaca della città di Dortmund per il periodo dal 750 al 1550. In seguito cronisti come Detmar Mülher riutilizzarono questo suo lavoro.
Morì nella pestilenza nel 1551.